# Herlev Rebels 2020
Questa voce raccoglie le informazioni riguardanti gli Herlev Rebels nelle competizioni ufficiali della stagione 2020.

## 1. division 2020

### Stagione regolare
| Herlev 15 agosto 2020, ore 14:00 1ª giornata | Herlev Rebels | 50 – 0 (a tavolino) referto | Esbjerg Hurricanes | Kildegårdsskolen |

| Helsingør 23 agosto 2020, ore 14:00 2ª giornata | Kronborg Knights | 13 – 12 referto | Herlev Rebels | Knights Field |

| Herlev 29 agosto 2020, ore 10:00 3ª giornata | Herlev Rebels | 0 – 23 referto | Kronborg Knights | Kildegårdsskolen |

| Kastrup 20 settembre 2020, ore 14:00 6ª giornata | Amager Demons | - – - (annullata) referto | Herlev Rebels | Bag Amagerhallen |

## Statistiche di squadra
| Competizione      | %Vittorie | In casa | In casa | In casa | In casa | In casa | In casa | In trasferta | In trasferta | In trasferta | In trasferta | In trasferta | In trasferta | Totale | Totale | Totale | Totale | Totale | Totale |
| Competizione      | %Vittorie | G       | V       | N       | P       | Pf      | Ps      | G            | V            | N            | P            | Pf           | Ps           | G      | V      | N      | P      | Pf     | Ps     |
| ----------------- | --------- | ------- | ------- | ------- | ------- | ------- | ------- | ------------ | ------------ | ------------ | ------------ | ------------ | ------------ | ------ | ------ | ------ | ------ | ------ | ------ |
| Stagione regolare | .333      | 2       | 1       | 0       | 1       | 50      | 23      | 1            | 0            | 0            | 1            | 12           | 13           | 3      | 1      | 0      | 2      | 62     | 36     |
| Totale            | .333      | 2       | 1       | 0       | 1       | 50      | 23      | 1            | 0            | 0            | 1            | 12           | 13           | 3      | 1      | 0      | 2      | 62     | 36     |